# Белохонов, Вадим Александрович
Вади́м Алекса́ндрович Белохо́нов (род. 12 июля 1973, Зеленогорск, Красноярский край, СССР) — российский футболист, нападающий. Является лучшим бомбардиром красноярского «Енисея» за всю его историю.

## Биография
Вадим Белохонов начал заниматься футболом в три года в спортивном клубе «Саяны». В 80-е годы выделялся из многих талантливых и способных юных футболистов Зеленогорска.
Поворотным моментом в его футбольной карьере стала служба в армии. Белохонов признавался, что на его развитие повлиял командир батальона, который очень любил спорт. Всё свободное время парень проводил в спортзале с мячом.

Впервые молодого Белохонова заметили в 1992 году на красноярском любительском турнире, где он играл за армейскую команду. После окончания турнира к парню подошёл главный тренер «Металлурга» Александр Кишиневский и пригласил к себе в команду. При этом Белохонов мог перейти в «Ангару» Богучаны, однако в итоге выбрал «Металлург». Позже футболист вспоминал:
— …Я думаю, что Богучаны вопрос с армией не решили бы, да и вариант с «Металлургом» выглядел перспективней. А часть, в которой я служил, стала затем базой для молодых ребят из красноярской команды…
Начиная с 1992 года, Вадим Белохонов выступал за красноярский «Металлург». Он смог побить рекорд, принадлежавший нынешнему спортивному директору «Енисея» Юрию Сипкину, у которого на счёту более 90 голов, у Вадима 110 мячей.
Заметную роль в карьере сыграл знаменитый российский тренер Александр Кишиневский. После того, как «Металлург» из-за финансовых проблем покинул первый дивизион и перешёл во вторую лигу чемпионата России, Вадим играл в составе «Томи» и «Орла».
В 2004 году тренером «Металлурга» стал Кишиневский, и он вновь пригласил его в команду. Вадим долго не раздумывал и принял предложение наставника. На возвращение в «Металлург» также повлияло и то, что у Вадима родился сын Аким. По результатам этого сезона красноярский «Металлург» занял 4 место во втором дивизионе зоны «Восток».

## Карьера тренера
В мае 2010 года 36-летний Белохонов стал играющим тренером любительского красноярского «Рассвета», игравшего в зоне «Сибирь» третьей лиги. Команда из одноимённой школы была взята под опеку администрации Красноярска, а целью стал выход во второй дивизион в 2011 году. В августе руководители клуба из-за плохих результатов уволили главного тренера Александра Стихина и назначили на его место Белохонова.
Под руководством молодого наставника «Рассвет» дошёл до полуфинала Кубка Сибири и занял третье место в чемпионате Красноярского края, однако в зоне «Сибирь» стал всего лишь четвёртым. После окончания сезона-2010 Белохонов покинул команду, которая в итоге так и не перешла в ПФЛ.
В 2011 году Вадим Белохонов стал начальником новой красноярской футбольной команды «Реставрация». На этой должности специалист проработал пять лет, после чего уехал в Томск. Поработав тренером в детской школе и добившись неплохих успехов, в мае 2018 года Белохонов вошёл в структуру «Томи», где помогает наставнику молодёжной команды.
С января 2020 года входит в тренерский штаб молодёжной команды красноярского «Енисея» в качестве тренера-селекционера.

## Достижения
ФК Орел
- Победитель турнира второго дивизиона зоны «Центр»: 2003